# Aalborg Teater
L'Aalborg Teater (en français : Le théâtre d'Aalborg) est le principal théâtre de la ville d'Aalborg. Il est une des trois scènes régionales (en danois : Landsdelsscene) avec le Odense Teater et le Aarhus Teater gérées par le Ministère de la Culture du Danemark.

## Histoire
Le théâtre actuel date de la fin du XIXe siècle. Il fut édifié lors de la construction du chemin de fer rue du chemin de fer (Jernbanegade) par un riche commerçant de la ville Grøntved, boucher de son état. Le bâtiment fut achevé en 1878. Le théâtre pouvait accueillir un public de près de 1 100 car il y avait beaucoup de places debout à bas prix. Julius Petersen, l'un des principaux directeurs de théâtre en province, acheta le théâtre en 1882 et, peu après, épousa la fille de Grøntved, Anne. Julius Petersen entreprit des modifications majeures au bâtiment, offrant des sièges pour 500 personnes dans l'orchestre et 370 sur le balcon. Puis il fit installer l'éclairage au gaz plus puissant (qui sera remplacé en 1921 par la lumière électrique). En 1914, pour son 70e anniversaire, Julius Petersen a transféré la propriété du théâtre à la ville en échange d'une location et d'une loge privée pour le spectacle.
En l'an 2000, le théâtre d'Aalborg a été entièrement rénové. 

## Descriptif
Le bâtiment comprend quatre espaces dont trois scènes et un café-théâtre.
- Le Store scene de 460 places ;
- Le Lille scene de 120 places ;
- Le Transformator-scenen 70 places ;
- Le Caféscene 50 places.

## Programmation
L'Aalborg Teater réalise une programmation annuelle se situant entre 250 et 400 représentations préparées par plusieurs sociétés de production théâtrale.